# Thomasomys
A Thomasomys az emlősök (Mammalia) osztályának rágcsálók (Rodentia) rendjébe, ezen belül a hörcsögfélék (Cricetidae) családjába tartozó nem.

## Tudnivalók
A legújabb DNS-vizsgálatok szerint a Thomasomys-fajok legközelebbi rokonai a Rhagomys nembe tartozó fajok.

## Rendszerezés
A nembe az alábbi 37 faj tartozik:
- Thomasomys andersoni
- Thomasomys apeco Leo L. & Gardner, 1993
- Thomasomys aureus Tomes, 1860
- Thomasomys baeops Thomas, 1899
- Thomasomys bombycinus Anthony, 1925
- Thomasomys caudivarius Anthony, 1923
- Thomasomys cinereiventer J. A. Allen, 1912
- Thomasomys cinereus Thomas, 1882 - típusfaj
- Thomasomys cinnameus Anthony, 1924
- Thomasomys daphne Thomas, 1917
- Thomasomys eleusis Thomas, 1926
- Thomasomys erro Anthony, 1926
- Thomasomys gracilis Thomas, 1917
- Thomasomys hudsoni Anthony, 1923
- Thomasomys hylophilus Osgood, 1912
- Thomasomys incanus Thomas, 1894
- Thomasomys ischyrus Osgood, 1914
- Thomasomys kalinowskii Thomas, 1894
- Thomasomys ladewi Anthony, 1926
- Thomasomys laniger Thomas, 1895
- Thomasomys macrotis Gardner & Romo R., 1993
- Thomasomys monochromos Bangs, 1900
- Thomasomys niveipes Thomas, 1896
- Thomasomys notatus Thomas, 1917
- Thomasomys onkiro Luna & Pacheco, 2002
- Thomasomys oreas Anthony, 1926
- Thomasomys paramorum Thomas, 1898
- Thomasomys popayanus J. A. Allen, 1912
- Thomasomys praetor Thomas, 1900
- Thomasomys pyrrhonotus Thomas, 1886
- Thomasomys rhoadsi Stone, 1914
- Thomasomys rosalinda Thomas & St. Leger, 1926
- Thomasomys silvestris Anthony, 1924
- Thomasomys taczanowskii Thomas, 1882
- Thomasomys ucucha Voss, 2003
- Thomasomys vestitus Thomas, 1898
- Thomasomys vulcani Thomas, 1898